# Lee Si-won
Lee See-won (em coreano:  박경림; Seul, 29 de agosto de 1987) é uma atriz e antropóloga sul-coreana.
Ela fez sua estreia oficial em 2012 com o drama épico da Korean Broadcasting System, Daewang-ui Kkum. See-won formou-se em Antropologia pela Universidade Nacional de Seul. Na mesma instituição, realizou o mestrado ao apresentar a tese Características de avaliação de reputação em jogos de bens públicos.

## Filmografia

### Cinema
| Ano  | Título     | Papel        | Ref. |
| ---- | ---------- | ------------ | ---- |
| 2013 | Sipbun     | Song Eun-hye |      |
| 2014 | Deul-gae   | Si-won       |      |
| 2014 | Teoneol 3D | Yoo-kyung    |      |

### Séries
| Ano       | Título                   | Papel                | Ref.  |
| --------- | ------------------------ | -------------------- | ----- |
| 2012      | Daewang-ui Kkum          | Princesa Boryang     |       |
| 2014      | Sinui Sunmul – 14il      | Lee Soo-jung         |       |
| 2014      | Misaeng: Incomplete Life | Ha Jung-yeon         |       |
| 2014      | Dakteo Peuroseuteu       | Song Sul             |       |
| 2014      | Dallyeora Jangmi         | Hwang Tae-hee        |       |
| 2015      | Who Are You: School 2015 | Jung Min-young       |       |
| 2015      | Miseseu Kap              | Kang Ji-yeon         |       |
| 2015      | Butakaeyo, Eomma         | Yoo Ji-yeon          |       |
| 2015      | I Have a Lover           | Lee Hae-joo          |       |
| 2015      | Beautiful You            | Kim Soo-jin          |       |
| 2016      | Puck!                    | Ga Yeo-eun           |       |
| 2016      | Nae Sawiui Yeoja         | Oh Yeong-chae        |       |
| 2016      | A Beautiful Mind         | Lee Si-hyeon         |       |
| 2017      | Churieui Yeowang         | Seo Hyun-soo         |       |
| 2017      | Black                    | jovem Choi Soon-jung |       |
| 2018      | Suits                    | Se-hee               | [ 4 ] |
| 2018      | Memories of the Alhambra | Lee Soo-jin          | [ 5 ] |
| 2018      | Withdrawal Person        | Mi-young             | [ 6 ] |
| 2019      | I Wanna Hear Your Song   | Hong Soo-yeong       |       |
| 2020      | Tell Me What You Saw     | Han Yi-soo           |       |
| 2021–2022 | Eongkeul                 | Song Hwa-eum         | [ 7 ] |
| 2022      | Adamaseu                 | Secretary Yoon       | [ 8 ] |

### Programas
| Ano  | Título                   | Papel         | Ref.   |
| ---- | ------------------------ | ------------- | ------ |
| 2022 | LAN Beauty               | Apresentadora | [ 9 ]  |
| 2022 | History Journal That Day | Apresentadora | [ 10 ] |
| 2023 | Debeulseu peullaen       | Competidora   | [ 11 ] |